# Medieval Lords
 (juin 2019).
Si vous disposez d'ouvrages ou d'articles de référence ou si vous connaissez des sites web de qualité traitant du thème abordé ici, merci de compléter l'article en donnant les références utiles à sa vérifiabilité et en les liant à la section « Notes et références ».
Medieval Lords est un jeu vidéo de gestion développé en 2004 par Monte Cristo Multimédia et édité par Focus Home Interactive. Il est disponible sous Windows. Medieval Lords est un jeu de gestion sur PC se basant sur le thème du Moyen Âge. Devenez souverain et construisez, gérez et défendez votre cité durant cette période trouble. Attaquez les territoires adverses pour les conquérir dans le but d'agrandir et de fortifier votre royaume et votre renommée.

## Système de jeu
Le joueur, en début de partie, est amené à construire un donjon et doit le défendre par tous les moyens. Il doit par la suite étendre son territoire en construisant des habitations, puis une ville et la faire prospérer économiquement. Le jeu est ainsi découpé en deux phases, une de city-builder pour étendre sa ville et favoriser sa prospérité économique, et une autre militaire pour la prise de territoire adverse. Pour prendre un territoire à l'adversaire, le joueur doit viser son donjon principal. Si celui-ci est détruit ou annexé, le joueur obtient le contrôle entier de la zone gérée par l'adversaire. Le joueur doit également prendre en compte le paysage autour de lui, les reliefs par exemple offrant une vraie protection face aux attaques ennemies mais peuvent également contrecarrer ses attaques,. 

## Accueil
Dès sa sortie, le jeu a reçu un accueil mitigé. Jeuxvideo.com le note 12, appréciant l'interface city-builder et la durée de vie honnête en mode solo, mais déplorant l'absence de mode multijoueurs ou de scénarios alternatifs et des graphismes pas à la hauteur. Gamekult lui décerne la note de 5, appréciant la partie gestion et la réalisation honnête, mais déplorant des combats pauvres ainsi que l'absence de mode multijoueurs. L'agrégateur de critiques Metacritic lui donne la note de 57, la presse spécialisée appréciant la partie gestion et l'accessibilité du titre, mais déplorant un manque général de contenu et un système de combat pauvre. 